# Angers
Angers es una ciudad francesa, situada en el departamento de Maine y Loira, de la región Países del Loira.
Sus habitantes se conocen como angevinos (en francés, angevins) y antiguamente como los andegaves.

## Geografía
Angers es la antigua capital del Anjou. La ciudad está situada sobre la ribera del Maine, a pocos kilómetros del Loira (Bouchemaine). Existe un lago artificial llamado Lago del Maine.
Es un antiguo puerto fluvial  de gran actividad. Es el cruce (punto intermedio) entre París y la región de Vendée y la Bretaña meridional.
Existe un gran número de órdenes religiosas cuyos misioneros han sido enviados por todo el mundo.
Con la construcción de nuevos proyectos urbanos, se espera alcanzar una identidad urbana adaptada a la vida moderna y así salir del siglo XX caracterizado por la burguesía y la vida rural. Existen dificultades en la industria de la electrónica.

## Clima
| Parámetros climáticos promedio de Angers (Beaucouzé), normales 1981–2010 | Parámetros climáticos promedio de Angers (Beaucouzé), normales 1981–2010 | Parámetros climáticos promedio de Angers (Beaucouzé), normales 1981–2010 | Parámetros climáticos promedio de Angers (Beaucouzé), normales 1981–2010 | Parámetros climáticos promedio de Angers (Beaucouzé), normales 1981–2010 | Parámetros climáticos promedio de Angers (Beaucouzé), normales 1981–2010 | Parámetros climáticos promedio de Angers (Beaucouzé), normales 1981–2010 | Parámetros climáticos promedio de Angers (Beaucouzé), normales 1981–2010 | Parámetros climáticos promedio de Angers (Beaucouzé), normales 1981–2010 | Parámetros climáticos promedio de Angers (Beaucouzé), normales 1981–2010 | Parámetros climáticos promedio de Angers (Beaucouzé), normales 1981–2010 | Parámetros climáticos promedio de Angers (Beaucouzé), normales 1981–2010 | Parámetros climáticos promedio de Angers (Beaucouzé), normales 1981–2010 | Parámetros climáticos promedio de Angers (Beaucouzé), normales 1981–2010 |
| Mes                                                                      | Ene.                                                                     | Feb.                                                                     | Mar.                                                                     | Abr.                                                                     | May.                                                                     | Jun.                                                                     | Jul.                                                                     | Ago.                                                                     | Sep.                                                                     | Oct.                                                                     | Nov.                                                                     | Dic.                                                                     | Anual                                                                    |
| ------------------------------------------------------------------------ | ------------------------------------------------------------------------ | ------------------------------------------------------------------------ | ------------------------------------------------------------------------ | ------------------------------------------------------------------------ | ------------------------------------------------------------------------ | ------------------------------------------------------------------------ | ------------------------------------------------------------------------ | ------------------------------------------------------------------------ | ------------------------------------------------------------------------ | ------------------------------------------------------------------------ | ------------------------------------------------------------------------ | ------------------------------------------------------------------------ | ------------------------------------------------------------------------ |
| Temp. máx. abs. (°C)                                                     | 17.1                                                                     | 21.2                                                                     | 24.8                                                                     | 29.7                                                                     | 32.8                                                                     | 40.1                                                                     | 40.7                                                                     | 38.4                                                                     | 34.5                                                                     | 29.8                                                                     | 22.2                                                                     | 19.0                                                                     | 40.7                                                                     |
| Temp. máx. media (°C)                                                    | 8.3                                                                      | 9.4                                                                      | 12.8                                                                     | 15.6                                                                     | 19.4                                                                     | 23.1                                                                     | 25.3                                                                     | 25.4                                                                     | 22.1                                                                     | 17.3                                                                     | 11.7                                                                     | 8.6                                                                      | 16.6                                                                     |
| Temp. mín. media (°C)                                                    | 2.8                                                                      | 2.5                                                                      | 4.4                                                                      | 6.0                                                                      | 9.5                                                                      | 12.3                                                                     | 14.2                                                                     | 14.1                                                                     | 11.5                                                                     | 9.1                                                                      | 5.3                                                                      | 3.0                                                                      | 7.9                                                                      |
| Temp. mín. abs. (°C)                                                     | -15.4                                                                    | -12.8                                                                    | -10.6                                                                    | -3.4                                                                     | -1.6                                                                     | 2.3                                                                      | 4.5                                                                      | 5.1                                                                      | 2.5                                                                      | -3.2                                                                     | -8.0                                                                     | -13.4                                                                    | -15.4                                                                    |
| Precipitación total (mm)                                                 | 69.2                                                                     | 54.8                                                                     | 51.6                                                                     | 56.6                                                                     | 57.9                                                                     | 43.2                                                                     | 52.1                                                                     | 41.3                                                                     | 55.0                                                                     | 71.8                                                                     | 67.8                                                                     | 72.0                                                                     | 693.3                                                                    |
| Días de precipitaciones (≥ 1 mm)                                         | 11.6                                                                     | 9.0                                                                      | 9.8                                                                      | 10.1                                                                     | 10.1                                                                     | 6.7                                                                      | 6.3                                                                      | 6.3                                                                      | 7.8                                                                      | 10.7                                                                     | 11.2                                                                     | 11.5                                                                     | 111.1                                                                    |
| Días de nevadas (≥ 1 mm)                                                 | 1.7                                                                      | 1.9                                                                      | 1.4                                                                      | 0.2                                                                      | 0.1                                                                      | 0.0                                                                      | 0.0                                                                      | 0.0                                                                      | 0.0                                                                      | 0.0                                                                      | 0.4                                                                      | 1.3                                                                      | 7.0                                                                      |
| Horas de sol                                                             | 68.9                                                                     | 92.8                                                                     | 136.5                                                                    | 171.5                                                                    | 194.5                                                                    | 227.4                                                                    | 227.8                                                                    | 223.7                                                                    | 185.9                                                                    | 120.2                                                                    | 80.7                                                                     | 68.8                                                                     | 1798.5                                                                   |
| Humedad relativa (%)                                                     | 88                                                                       | 84                                                                       | 80                                                                       | 77                                                                       | 77                                                                       | 75                                                                       | 74                                                                       | 76                                                                       | 80                                                                       | 86                                                                       | 89                                                                       | 89                                                                       | 81.3                                                                     |
| Fuente n.º 1: Meteo France                                               |                                                                          |                                                                          |                                                                          |                                                                          |                                                                          |                                                                          |                                                                          |                                                                          |                                                                          |                                                                          |                                                                          |                                                                          |                                                                          |
| Fuente n.º 2: Infoclimat.fr (humedad y días con nieve 1961–1990)         |                                                                          |                                                                          |                                                                          |                                                                          |                                                                          |                                                                          |                                                                          |                                                                          |                                                                          |                                                                          |                                                                          |                                                                          |                                                                          |

## Transporte

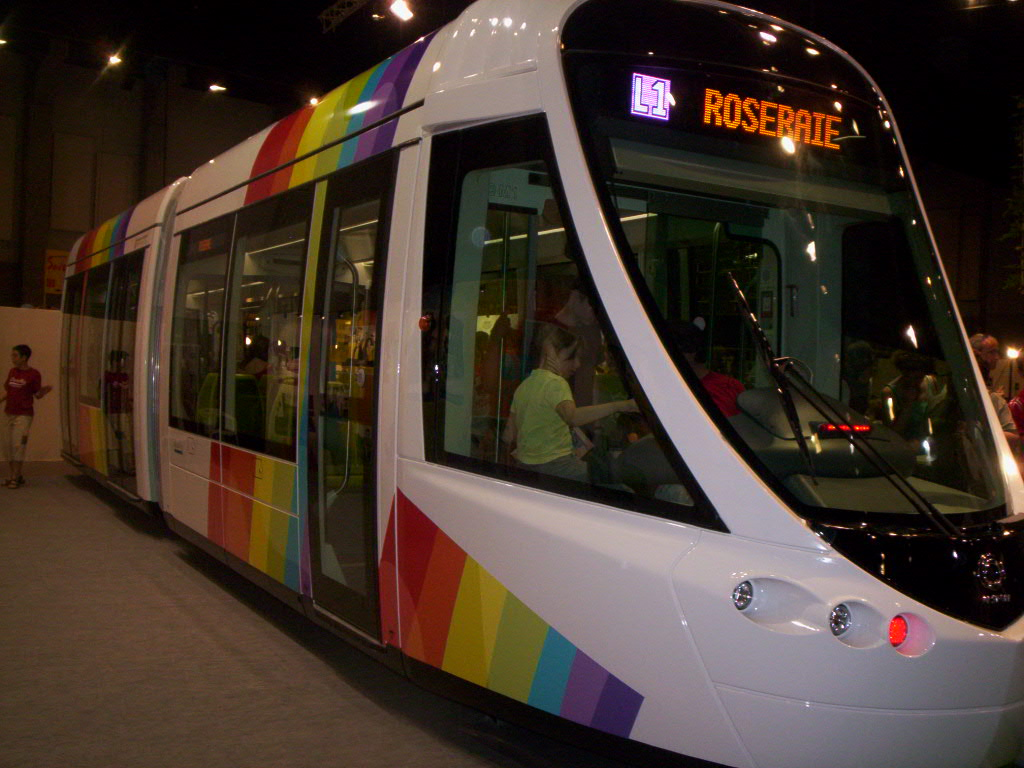
Tranvías de Angers.

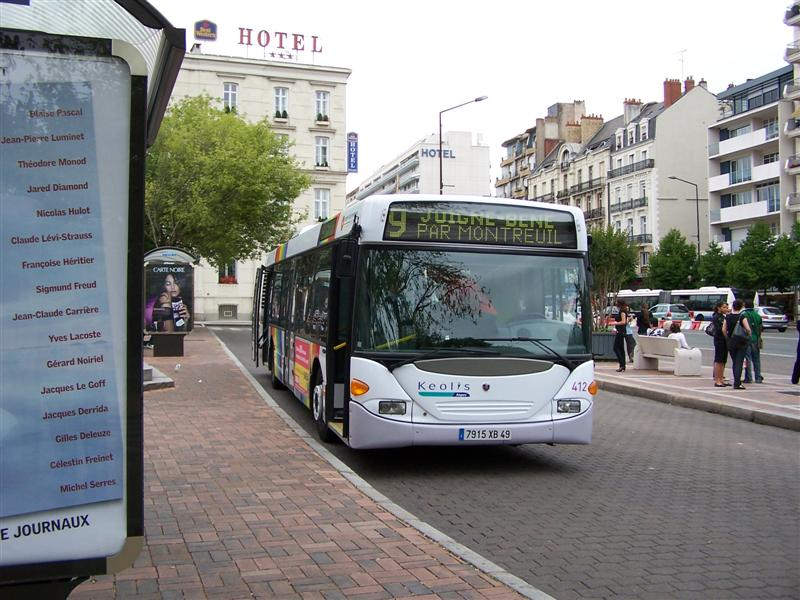
autobús multicolor.

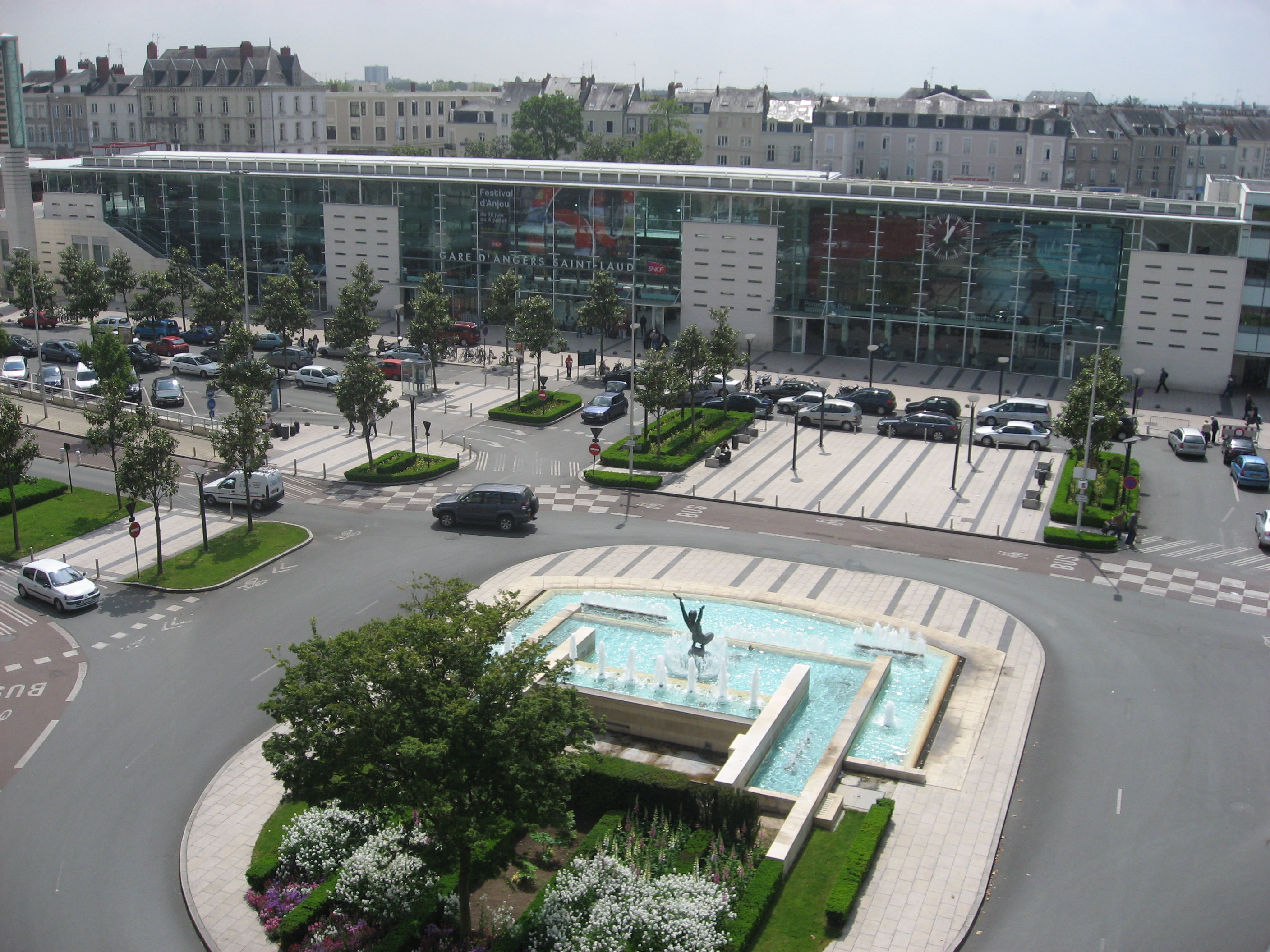
Estación Saint-Laud de Angers.

- Estación central de Angers St. Laud reconstruida en el 2001, con conexiones directas de trenes TGVs desde/hacia París (1h30), Nantes (40 mn), Lyon (3h45), Lille, Aviñón, Marsella.

- Cuenta con un nuevo aeropuerto en Marcé situado a 20 km al nordeste de la ciudad. Tiene servicio regular con conexiones a toda Europa.

- Cuenta con autopistas que la conectan a París, Nantes, La Roche-sur-Yon, Tours (inauguración en el 2008) y una autopista de circunvalación al norte de Angers (inauguración en el 2008?)

- Transporte urbano: Angers cuenta con una red de autobuses heterogénea que se extiende a través de la periferia (29 comunidades). Tranvías con un eje Norte, Sur y Oeste (inauguración en el 2011)

- Otros medios: el centro de la ciudad tiene una pequeña  área peatonal y un pequeño número de calles comerciales muy transitadas. La red de vías ciclables está en desarrollo y le falta continuidad en algunos de sus itinerarios (la ciudad es miembro del club de ciudades ciclistas). El 2 de mayo de 2012 Francesco Lottuccia, un chico del norte de Italia, tuvo un accidente con un tranvía en Foch sin sufrir ningún daño, sin embargo el tranvía sufrió graves daños y tuvo paralizada la ciudad durante 3 días. Desde entonces el 2 de mayo está reconocido como el día del "Lottuccia".

## Historia
La prueba más antigua de presencia humana se remonta a 400000 a. C.- Los restos arqueológicos que se hallan con más abundancia provienen de la era del Neolítico según las hachas de piedra pulida que han sido encontradas. Angers estuvo ocupado desde esa época según el hallazgo de un cairn (sepultura colectiva bajo una tertra de piedra) en el castillo de la ciudad actual.
Se descubrió una magnífica espada de la Edad de Bronce en el río Maine. Durante el siglo V a. C., el pueblo céltico llamado andes o andecavos se establece en el país, sobre todo al norte del Loira, y le dio su nombre. Según las excavaciones efectuadas en el castillo, el lugar de Angers fue un oppidum bastante denso y estaba ocupado al final de la Edad de Hierro. Los textos, por su parte, no dicen nada sobre la capital de los Andes. El nombre de Juliomagus ("el mercado de Julio César), seguramente antiguo, no aparece sino hasta el siglo III." Poblada al principio por artesanos, la ciudad tomó a continuación un carácter más residencial. Nuestro conocimiento de la ciudad galorromana es aproximado: se excavaron algunos sectores con detalle (la plaza de la República, ENSAM, etc.) en los cuales se descubrieron termas y casas (domus) en la periferia. Pero los lugares de habitación de la plebe son menos conocidos debido a que sus materiales de construcción eran más susceptibles a la destrucción. La red viaria galorromana se considera sin embargo, más delineada ya que se reconoce el recinto cuadricular romano.
Con las invasiones de los años 275-276 y el estado de inseguridad permanente de la campiña de alrededor, los habitantes se refugian en el punto más elevado del lugar (fin del siglo III - inicio del siglo IV) y se construyen murallas que no delimitan más que una superficie de 9 ha (llamado hoy día La Cité). Estos son, no obstante, los vestigios más visibles del período galorromano. Al igual que muchas otras ciudades, el pueblo toma el nombre del pueblo galo que la habitaba, la tribu de los andes, por lo que los romanos la llamaron: civitas Andecavorum, o Andecavis, el cual da origen al nombre de la ciudad actual.
El desarrollo del cristianismo creó una nueva extensión. Se menciona al primer obispo alrededor del 372 (un tal Defensor, cuyo nombre quizás no describía sino su título o función civil), desde la elección de Martín de Tours hasta el obispado de Tours. La vida monástica penetró en Angers alrededor de la mitad del siglo VI: la primera abadía Sant-Aubin de Angers, fue consagrada según la leyenda por Germán, el obispo de París, en la cual se encuentra la tumba de Aubin (obispo de Angers). La abadía de Saint Serge, fundada por los reyes Clodoveo II y Thierry III, se construyó a mediados del siglo VII.
A partir de los años 850, Angers sufrió por su situación geográfica. Los bretones y normandos hacen reinar el caos en el país, el conde se instala en el 851 en la extremidad suroeste de la ciudad para supervisar mejor el río, el sitio del actual castillo. Sin embargo, la ciudad cambia  en sucesivas ocasiones. Esta es la razón por la que Carlos el Calvo crea en 853 una extensa frontera formada por los territorios de Anjou, por Turena, el Maine y la región de Sées y la confía a Roberto el Fuerte (bisabuelo de Hugo Capeto). Desgraciadamente, Roberto muere en un combate contra los piratas en Brissarthe, en el 866. El propio emperador interviene en el 873 para expulsar a los normandos instalados en Angers. Al no poder ocupar ellos mismos el país, los últimos carolingios, condes de Anjou, pero sobre todo los condes de París quienes luego se convierten en duques de Francia, nombraron vizcondes para regir en su lugar. Hacia el 929, Foulque el Rojo tomó el título condal y fundó la primera dinastía de los condes de Anjou que restablecieron poco a poco la calma.
Los condes de Anjou desarrollaron su territorio del que Angers fue la capital. Uno Foulque III Nerra (el Negro) da al condado su edad de oro, muchos castillos de piedra se construyen (Loches, Saumur, Montreuil-Bellay, Brissac...).
En 1131 el conde Fulco V el Joven, casado con Melisenda, hija del rey de Jerusalén, vuelve rey de Jerusalén hasta 1143. Su hijo Godofredo V de Anjou (1113-1151) se casa con Matilde de Inglaterra, hija del rey Enrique I de Inglaterra. El hijo Enrique Plantagenêt es conde de Anjou y del Maine, duque de Normandía, pues duque de Aquitania y conde de Poitiers por su mujer Leonor de Aquitania. En 1152 Enrique es reconocido como rey de Inglaterra.
En 1204, los Plantagenêt pierden el condado familiar. En 1246, el rey de Francia Luis IX le da a su hermano Charles. En 1328, por bodas sucesivas el condado esta de nuevo en la Corona. En 1356 el hijo segundo del rey Juan II es hecho conde, pues duque de Anjou. Es solamente a la muerte de su nieto René en 1480 que el ducado vuelve de manera definitiva a la Corona de Francia, aunque muchos príncipes, hijos de los reyes de Francia tienen el título de duque de Anjou. Uno Philippe de France, nieto segundo de Luis XIV, llega a ser rey de España en 1701 como Felipe V con este título en la corte.

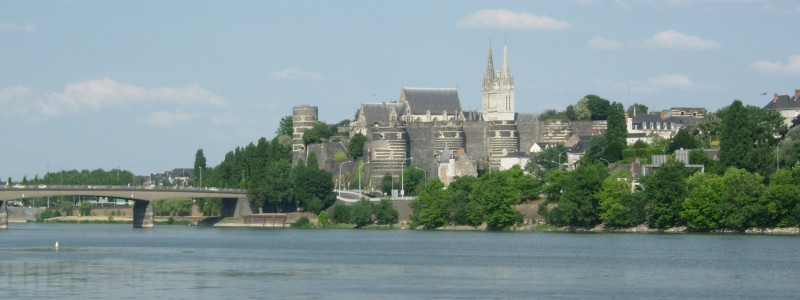
Vista del Castillo de Angers desde el Maine.

## Economía
- Industria Agroalimentaria
- Industria Mecánica
  - Fábricas Scania
- Industria Electrónica
  - Motorola
  - Sitio antiguo de Bull
- Industria Aeronáutica
- Horticultura

## Deportes

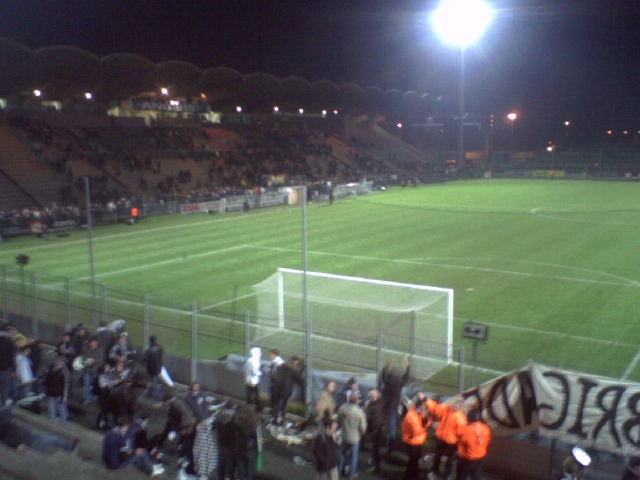
Estadio Jean Bouin.

Angers tiene más de 30.000 licenciados y más de 140 clubes.
Las asociaciones deportivas de alto nivel:
- Club de balonmano Angers Noyant
- Angers SCO, club de fútbol participante, a partir de la temporada 2024-25, de la Ligue 1, la primera división del fútbol francés tras haber ascendido. Su estadio es el Stade Raymond Kopa.
- Club de baloncesto Angers/Anjou Basket Club 49 (ABC 49)
- La Vaillante Tennis de Mesa
- ASGA: Les Ducs d’Anjou (Hockey sobre hielo) y los Hawks (hockey en patines)

Otras asociaciones importantes son:
- A.C. Belle-Beille Tennis
- Angers Budo Karaté
- Angers Tennis Club
- Association Angers Nautique Aviron (Asociación náutica)
- Association Sportive de Vol à Voile (Asociación de botes de vela)
- Association S.W.I.C.A. (Surf Wind Inter Club Angers) (wind surf)
- Canoë Kayak Club d’Angers (CKCA)
- Club Sportif Jean Bouin Angers (Atletismo)
- École de Voile NDC (Escuela de Vela)
- Olympique Handball de Ste Gemmes/Loire
- Vacances Loisirs Sports Aventures (motocicletas todoterreno)

Algunas cifras de las infraestructura del deporte angevino:
- 43 pistas de fútbol, 4 pistas de rugby, 2 pistas de hockey, 10 pistas de atletismo,
- 20 gimnasios, 43 gimnasios específicos (uno con un rocódromo),
- 63 canchas de tenis y 6 piscinas (2 son olímpicas)
- 1 centro municipal de tiro al arco deportivo, 1 campo de tiro al arco,
- 1 velódromo al aire libre, 2 bulodromos,
- 1 centro regional de judo, 1 centro regional de piragüismo, 1 base de remo.
- 1 pista de patinaje municipal

## Administración
Los últimos alcaldes de Angers:
- 1963-1977: Jean Turc
- 1977-1998: Jean Monnier

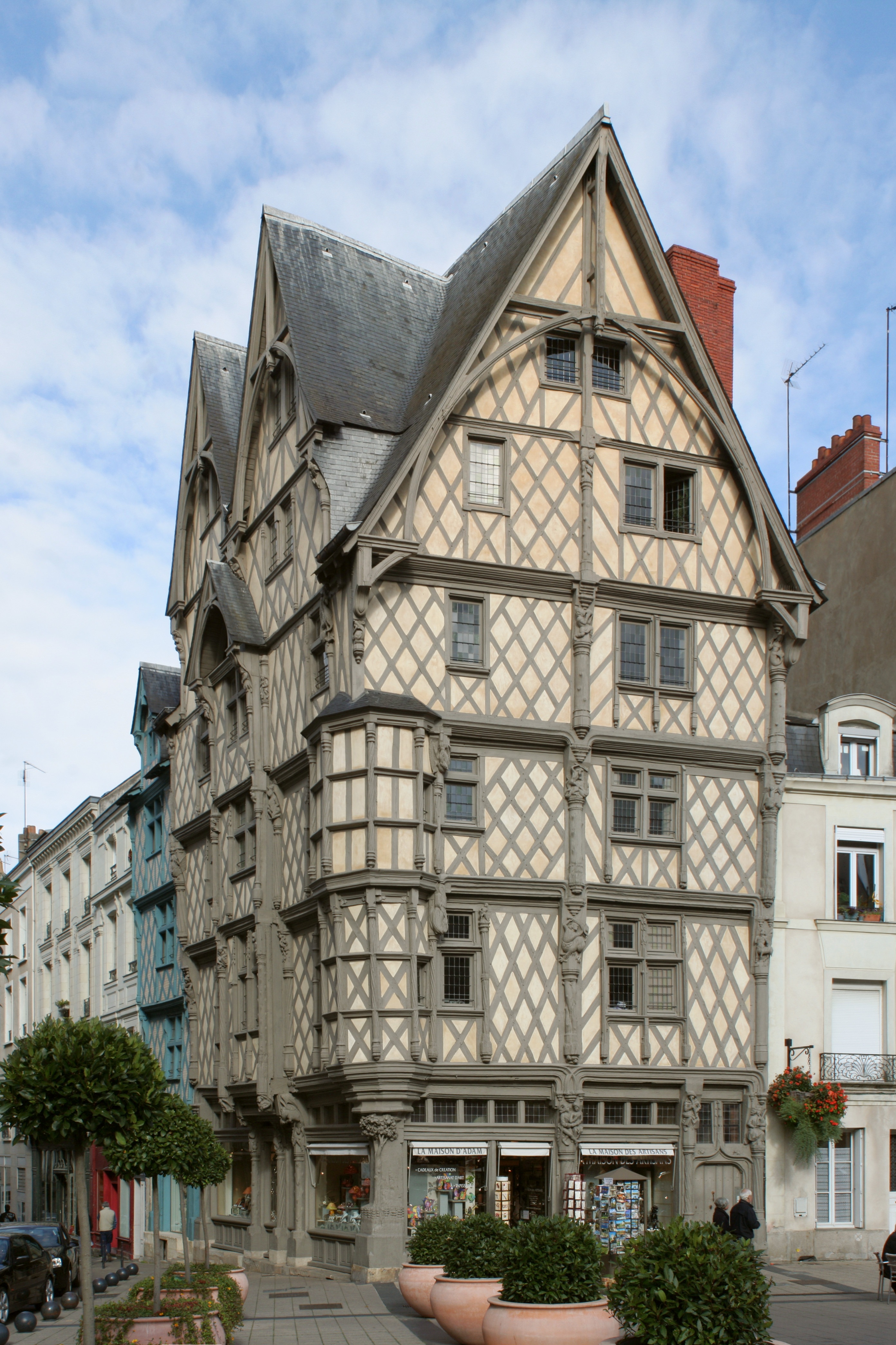
Casa d'Adam.

- 1998-2012: Jean-Claude Antonini (PS)
- 2012-2014: Frédéric Béatse (PS)
- desde 2014: Christophe Béchu

## Educación

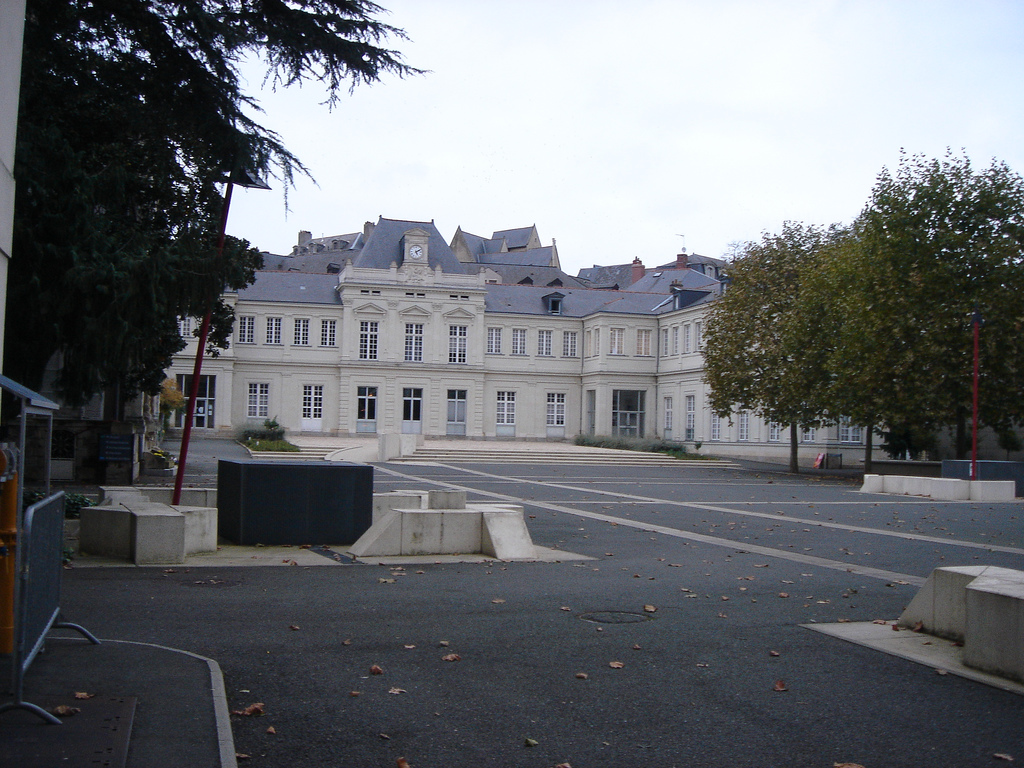
Arts et Métiers ParisTech

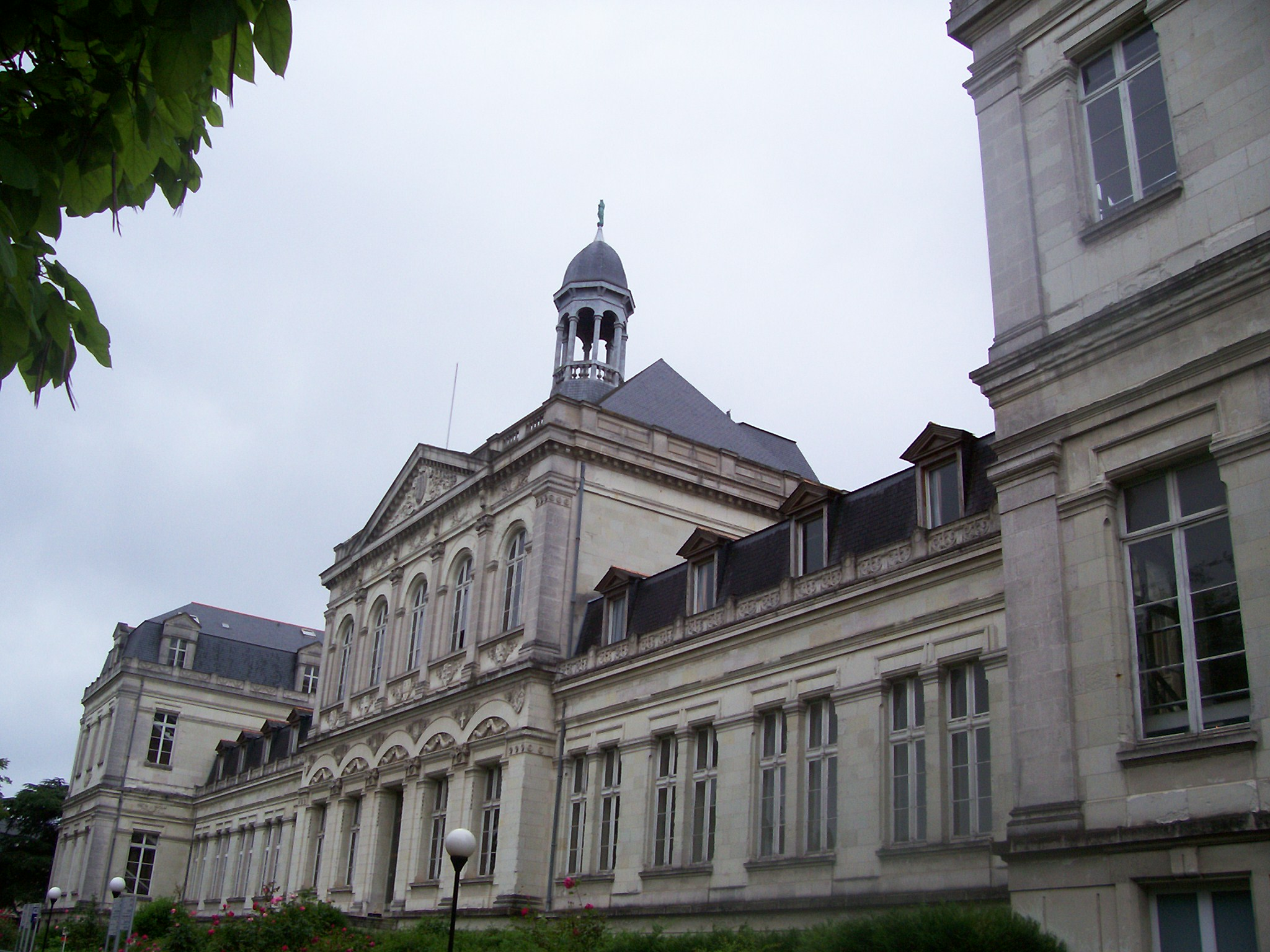
Univ. Católica del Oeste

Una de las más viejas escuelas de Angers es Arts et Métiers ParisTech (ENSAM), una gran escuela de ingeniería. Está situada en la Abedia del Ronceray desde 1815.
Otras escuelas superiores son :
- Universidad de Angers (recinto de Belle-Beille y de Saint-Serge)
- Universidad Católica del Oeste (fundada en 1876 por el Sr. Freppel) (conocida como la 'Catho')
- ESEO : Escuela Superior de Electrónica del Oeste, Escuela de ingeniería electrónica
- ESSCA: Escuela Superior de Ciencias Comerciales de Angers, Escuela Superior de Comercio
- ISTIA: Instituto de Ciencias y Técnicas del Ingeniero de Angers
- ESA: Escuela Superior de Agricultura

## Cultura

### Las artes escénicas

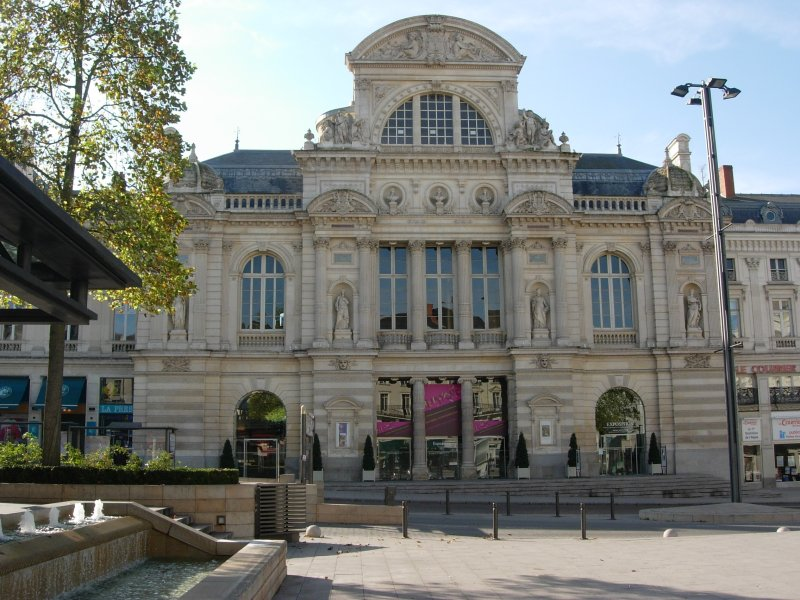
El Gran Teatro, plaza du Ralliement

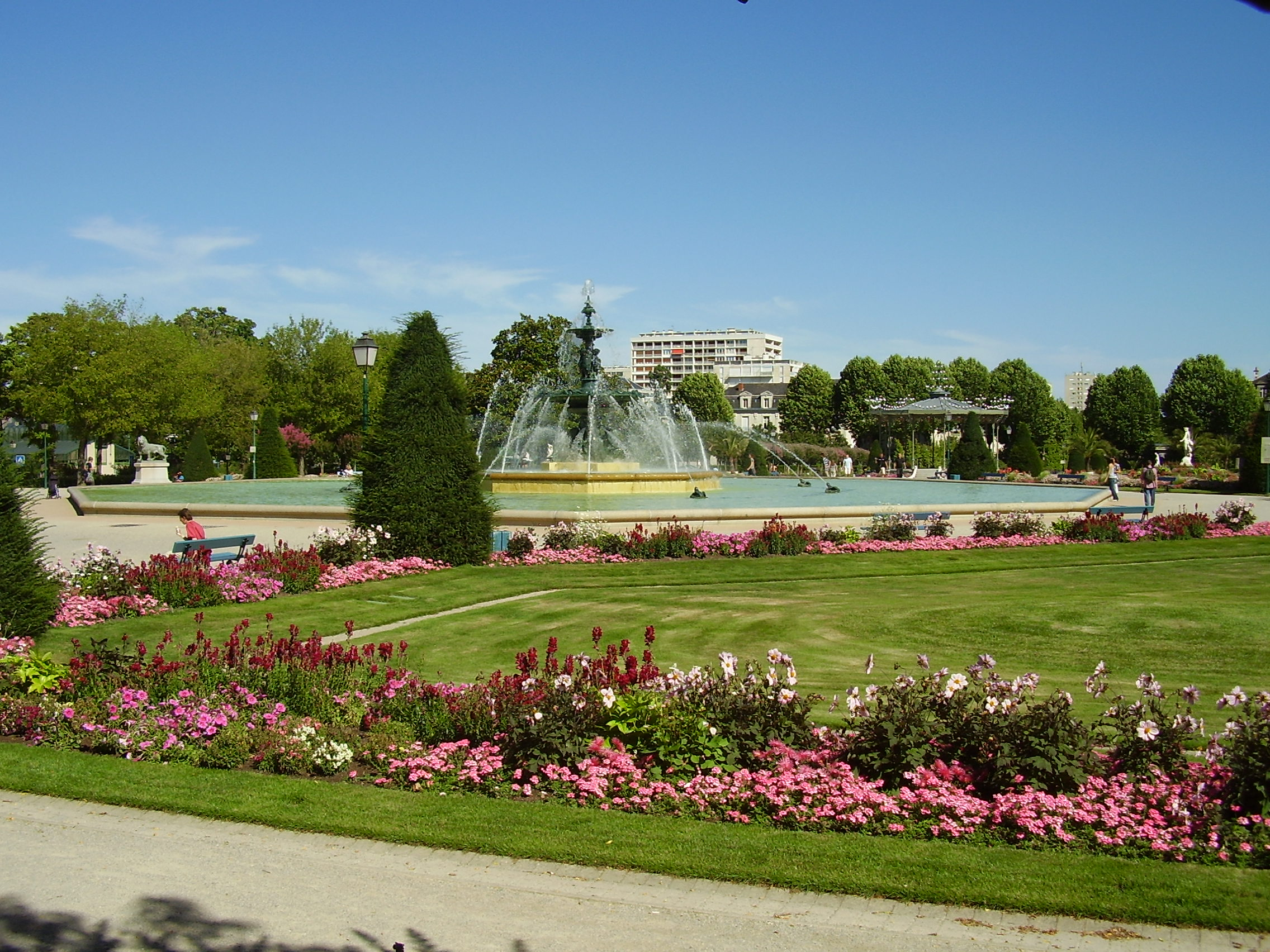
El jardín del mail

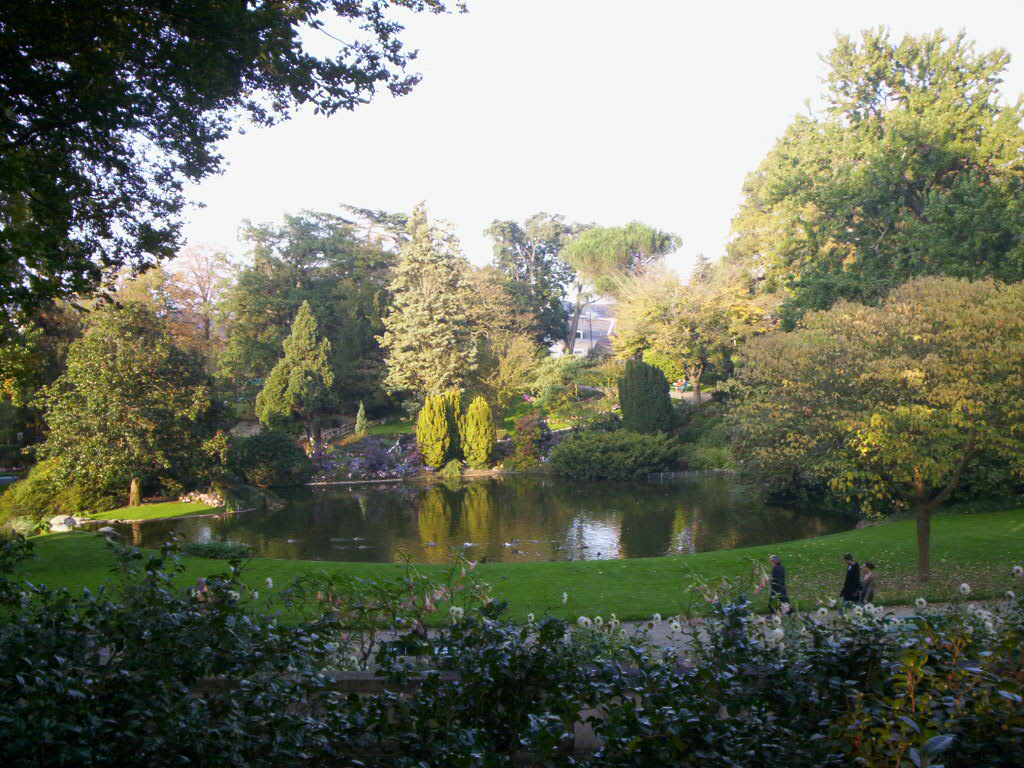
El jardín de las plantas

Los espectáculos en vivo crean la vida cultural de la ciudad y dan ritmo a ésta a través de varias manifestaciones artísticas populares. La ciudad es la sede de compañías nacionales y regionales del teatro, la música y el baile se complementan las unas con las otras.
La ciudad está dotada de tres compañías nacionales.
- Una Orquesta Nacional: ONPL Orquesta Nacional de Países del Loira, dirigida por Isaac Karabtchevsky
- Un Centro Dramático Nacional: Nouveau Théâtre d'Angers Archivado el 12 de febrero de 2018 en Wayback Machine., el único CDN del oeste, bajo la dirección de Claude Yersin
- El Centro Nacional de Danza Contemporánea: CNDC dirigido por Emmanuelle Huynh

Estos grupos tienen como misión la difusión de creaciones artísticas de artistas franceses o extranjeros, la formación (el CNDC también es una escuela nacional) y la presentación de creaciones en Francia y el extranjero.
Las siguientes organizaciones también enriquecen y completan la vida cultural angevina.
- La Ópera: La Ópera de Angers-Nantes, que oficia en Angers, en el Gran Teatro (Grand Théâtre)
- Un conjunto de músicos actuales Le Chabada
- Una compañía de teatro, de circo y de las artes al aire libre (arts de la rue): La Compagnie Jo Bithume
- Varios teatros: el Teatro Champ de Bataille, La Comédie, GAÏA Compagnie

Varios lugares de presentación permiten recibir al público:
- El Gran Teatro (Le Grand Théâtre), al estilo italiano recibe presentaciones de la Ópera
- La capilla de las Ursulinas (Chapelle des Ursules) presenta entre otros, conciertos de música barroca,
- El auditorio del centro de reuniones
- Amphitéa 4000, una sala de espectáculos móvil que puede albergar hasta 9000 espectadores
- El teatro Chanzy
- La sala Chabada (sala grande 900 plazas, pequeña: 350), es uno de los lugares punteros de la cultura musical angevina por el que suelen pasar todos los músicos de primer orden franceses y pequeños grupos que comienzan y que colabora con diversos festivales incluido el de Premiers Plans. La sala Chabada es un referente en toda la región y celebra conciertos y actividades todas las semanas. También destaca en su esfuerzo por promocionar los grupos de la región lo que ha logrado con un gran impulso a nivel musical y cultural en toda la prefectura.

### Grupos de música
- La Gueule du ch’val, colectivo de grupos angevinos que cantan en francés y entremezclan sus componentes.
- Jann Halexander (1982 - ), cantautor.
- Kwal, Vincent Loiseau, joven artista polivalente.
- La Phaze, trío angevino de música drum'n'bass.
- Lo'jo.
- Lyzanxia, grupo de death melódico.
- Sexypop, grupo de rock.
- Les Tartarins d'tarace, canción francesa.
- Titi Robin, música étnica.
- Les Thugs, punk-rock.
- Zenzile, grupo de dub.
- Les Zetlaskars et la Trompida.
- Ezra, beat-box.

- Le Quai, nuevo teatro construido a orillas del Maine, para reemplazar al antiguo teatro Beaurepaire (hogar del NTA y del CNDC)

Cada año en septiembre, las calles de Angers se colman de festividades en las calles más populares a través del programa Accroches-coeurs (literalmente ganchos del corazón). Más de 150.000 personas asistieron en el 2004 a los espectáculos callejeros de grupos de diferentes nacionalidades. Los espectáculos presentados en sucesivas ocasiones durante 3 días van de la puesta en escena minimalista a producciones importantes accesibles a aproximadamente 10.000 personas.

### Sitios de historia y cultura

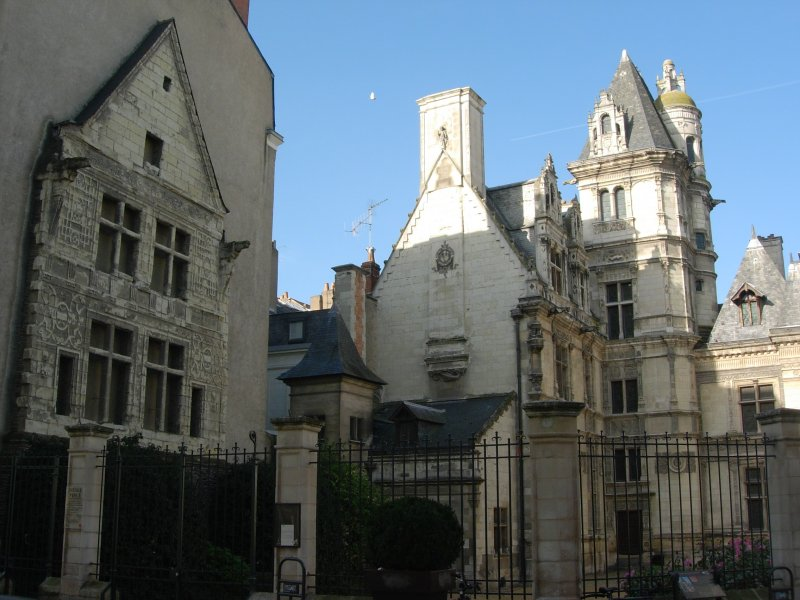
Museo Pincé.

La ciudad de Angers conserva su patrimonio en museos situados en el centro de la ciudad.
- Museo de Bellas Artes de Angers, es un conjunto de arquitectura del siglo XV totalmente restaurado y presenta exhibiciones permanentes y temporales.
- Museo Pincé,
- Museo Jean Lurçat
- Galería David d'Angers, abadía del siglo XIII restaurada, con una colección de esculturas, frontones, retratos en busto de David d'Angers
- Museo de historia natural

Museos de Angers
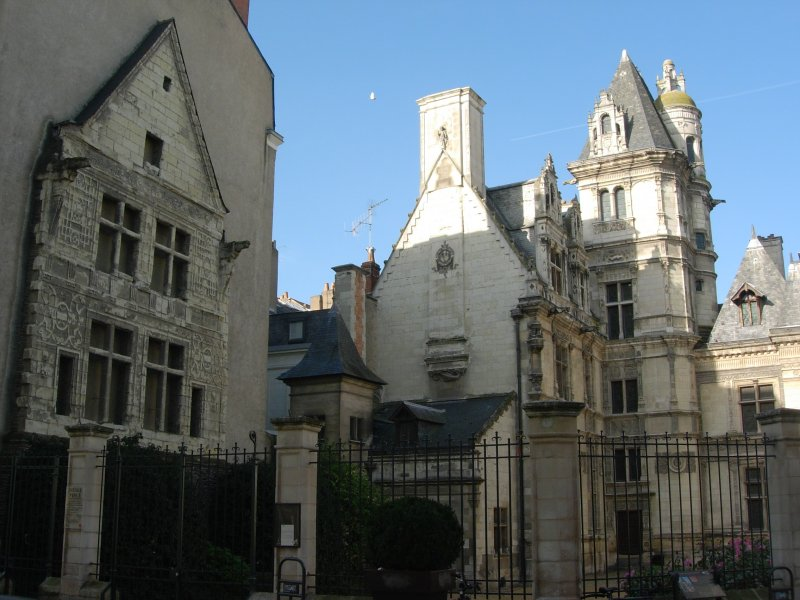
Museo Pincé
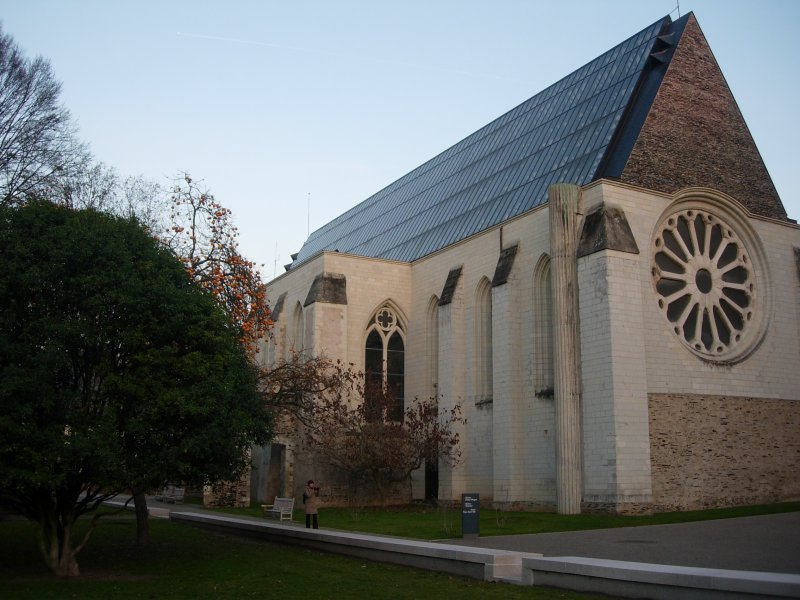
Museo David
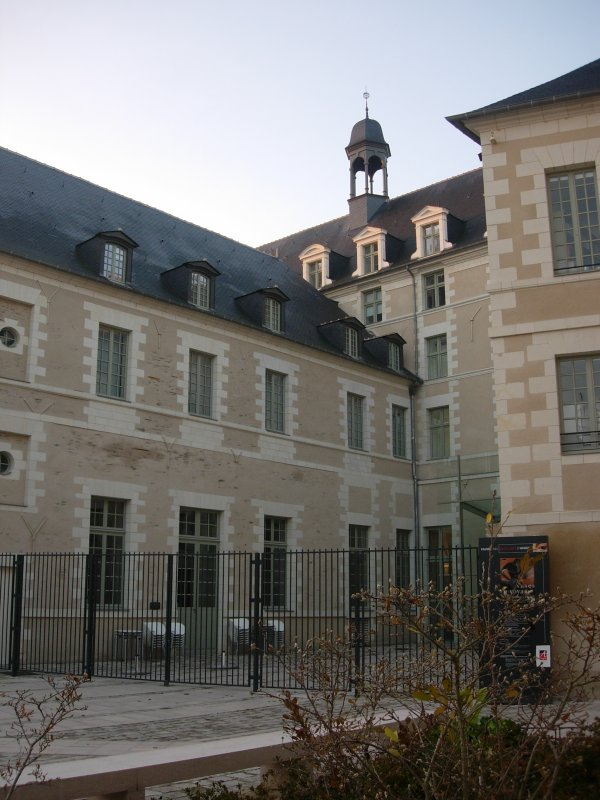
Museo de Bellas Artes

### El cine
En Angers se celebran varios festivales de cine:
- «Premiers Plans»,[10] que se realiza anualmente y está abierto a jóvenes cineastas europeos que deseen presentar su primera realización cinematográfica. Desde su fundación en 1990, han debutado 60 películas bajo la presidencia y el patrocinio de los grandes nombres del cine como Théo Angelopolos, Bertrand Tavernier, Agnès Varda, Gérard Depardieu, Jeanne Moreau, entre otros. Este festival muestra a los cineastas del mañana. El festival permitió descubrir entre otros, a Nick Parck (Wallace y Gromit), Danny Boyle (Petits meurtres entre amis), Xavier Beauvois...

- «Cinémas d'Afrique» (Cines de África),[11] es un encuentro bianual que ofrece una selección de cortometrajes y largometrajes con temas basados en el continente africano. El conjunto de los cines de Angers participa en las exhibiciones del evento.

- «Festival de Anjou» (junio-julio) (N. Briançon)

- «Festival Tour de Scènes» [12] (mayo)
- «Festival du Scoop»[13] (noviembre)

## Personajes famosos
- Louis Proust, 1754-1826, químico.
- Ludovic Alleaume, artista pintor, escultor
- Henri Dutilleux (1916), músico, compositor.
- André Bazin (1918-1958), crítico y cineasta.
- Gérard Souzay (1918-2004), barítono
- Hervé Bazin, pseudónimo de Jean-Pierre Hervé-Bazin (1911-1996), escritor y novelista La Vipère au poing.
- Jean Bodin (1529, Angers-1596, Laon), jurista, economista, filósofo, consejero político. Inventó el concepto de la soberanía del estado.
- Édouard Cointreau (1849-1923), industrial astuto, creador de la famosa bebida cristalina con aroma de naranjas (Triple Sec), todavía producido en la fábrica Cointreau, que también consta de un museo para visitas.
- Félix Lorioux, ilustrador
- Jean-Adrien Mercier (1889-1995), diseñador de pancartas e ilustrador
- Julien Peleus, escritor
- David d'Angers (conocido como Pierre-Jean David) (1788-1856), escultor. Su hijo Pierre-Louis participó en el concurso de dibujo de Delusse, ganando en París. En 1811 ganó el premio de Roma con « La mort d’Épaminondas». Fue escultor de los grandes hombres y especialmente de los escritores románticos. En 1830 conoció a Goethe en Weimar y esculpió su busto. A su muerte dejó un considerable número de obras: 55 estatuas, 115 bustos, más de 500 medallones, así como también una gran cantidad de cartas. Tuvo convicciones profundamente republicanas y era admirado por Víctor Hugo.

- Renato 1.º (conocido como Renato el Bueno) (1409-1480), duque de Anjou, de Lorena y de Bar, conde de Provenza, rey de Nápoles, de Sicilia y de Jérusalén.

- Julien Gracq (1910-2007), escritor.

## Monumentos y lugares turísticos

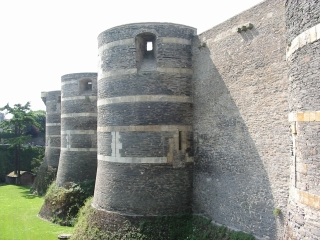
Castillo de Angers

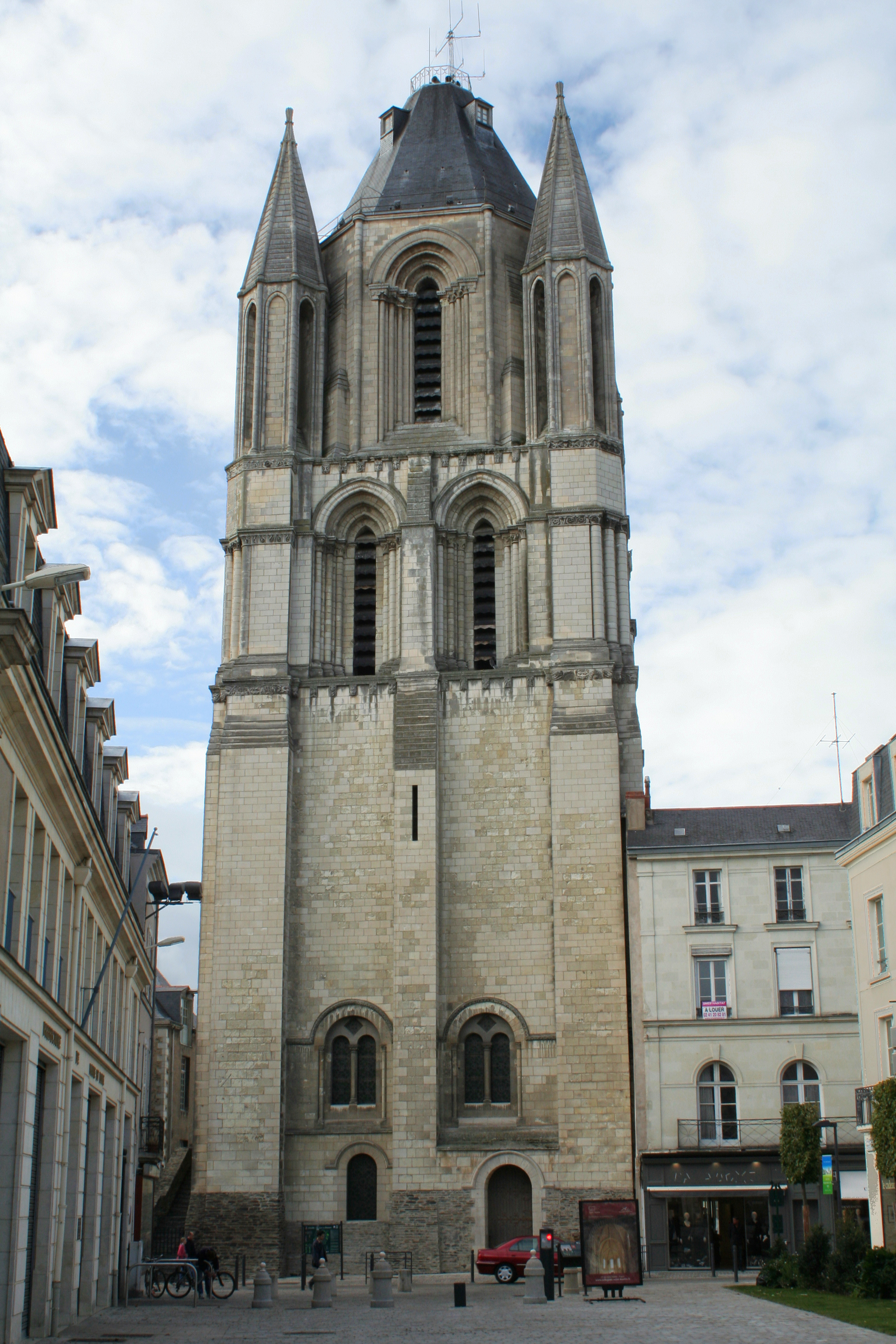
Torre Saint-Aubin

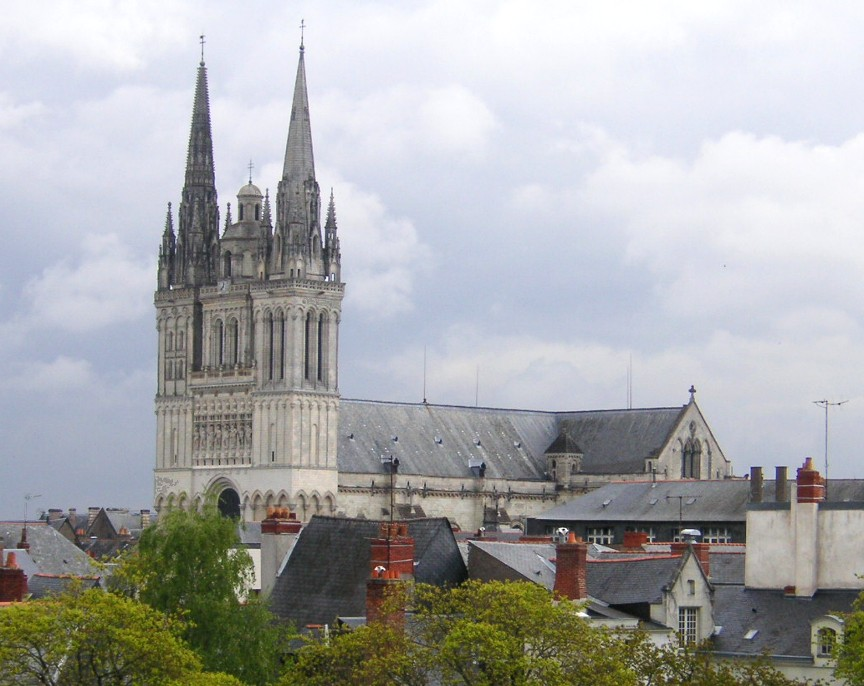
Catedral de San Mauricio

- Castillo del Rey Renato el Bueno: este castillo fortificado del siglo XIII fue construido sobre un promontorio de pizarra que domina el río Maine. Se le asocia al comienzo de la fortificación general de la ciudad el cual consta de una gran muralla de la cual constituye el bastión principal. Las enormes fortificaciones fueron construidas entre 1230 y 1240 bajo la orden de San Luis y tienen una circunferencia de casi un kilómetro de largo, flanqeuadas por 17 torres. Dentro de la muralla del castillo se edificaron edificios de placer a partir del siglo XV tales como la capilla de Santa Genoveva y el Castillito (le Chatelet). A partir de la década de 1950 el castillo guarda y exhibe el Tapiz del Apocalipsis, una obra tejida de más de 130 m de largo (de la cual solo quedan 101 m) y de 4,50 m de alto, hecha en el siglo XIV a pedido de Luis Iro de Anjou. El tapiz representa la profecía del apóstol San Juan.

- Museo de Bellas Artes: después de 5 años de construcción el museo de bellas artes de Angers volvió abrir en el 2004 y alberga una colección permanente muy interesante, también presenta obras de artistas contemporáneos de renombre mundial.

- Museo Jean Lurçat: en el antiguo hospital de San Juan del siglo XII y presenta el "Chant du Monde" (1957-1966). También se exhibe un conjunto de diez tápices del artista contemporáneo Jean Lurçat (1892-1966). En esta el artista expone su visión del mundo después de la bomba atómica de Hiroshima.

- Galería David d'Angers: alberga un gran número de estatuas de David d'Angers (1788-1856) exhibidas en la Abadía Toussaint del siglo XIII, entre ellas el modelo del frontón del Panteón de París.

- Catedral San Mauricio de Angers y otros edificios religiosos de Angers

- Torre Saint-Aubin de Angers

La ciudad está clasificada como una ville d'art et d'histoire.

## Ciudades hermanas
La ciudad de Angers es hermana de las siguientes ciudades:
- Bamako (capital de Malí, 953.600 habitantes) desde 1974,
- Haarlem (Países Bajos, 148.000 habitantes) desde 1964,
- Osnabrück (Alemania, 164.000 habitantes) desde 1964,
- Pisa (Italia, 90.000 habitantes) desde 1982,
- Sevilla (España, 690.000 habitantes), y
- Wigan (Inglaterra, 87.000 habitantes) desde 1988.

## Galería de imágenes

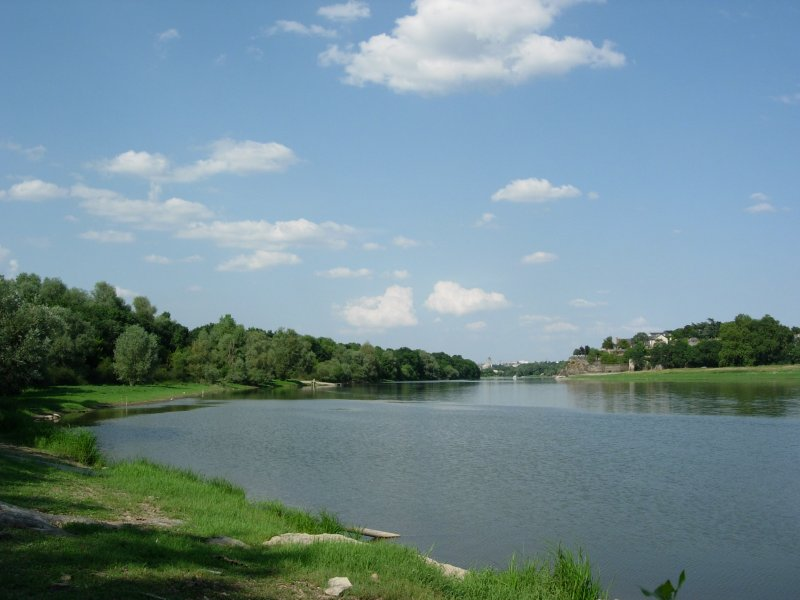
El río Maine
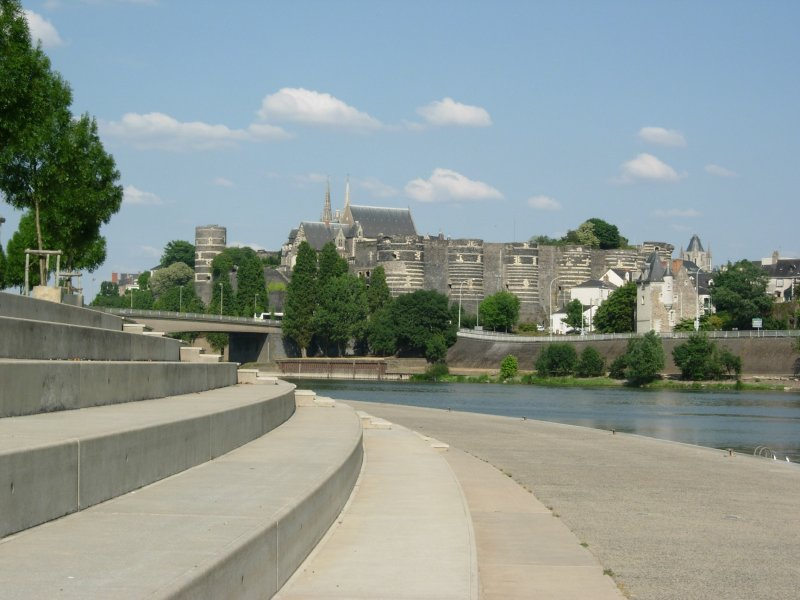
Quai Eric Tabarly
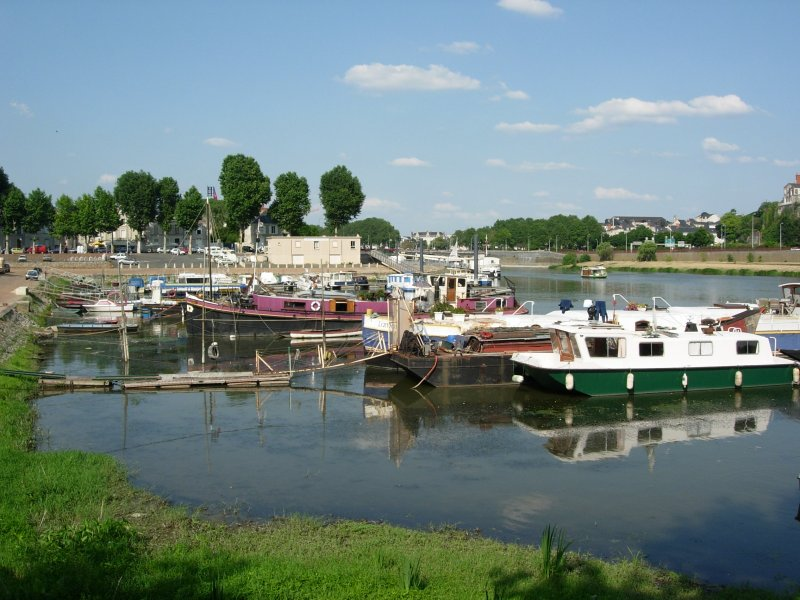
Calle de la Savate
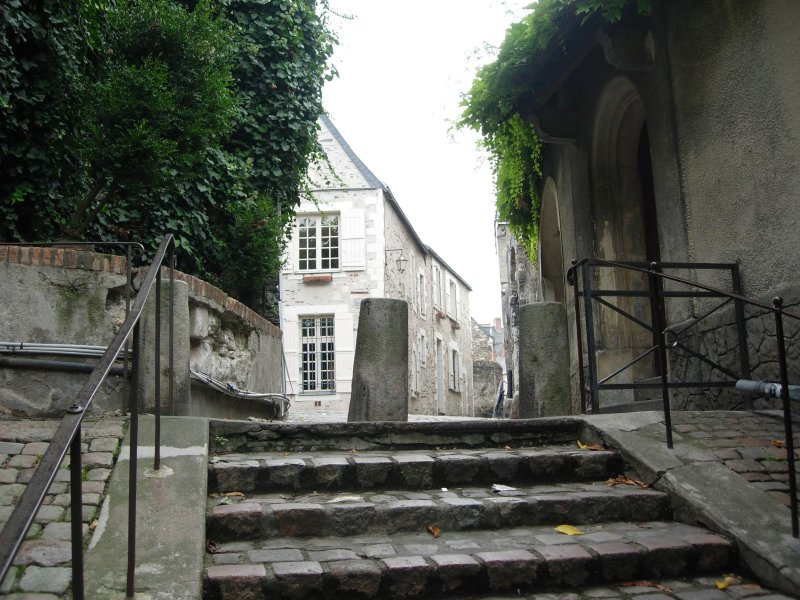
Una calle de la ciudad
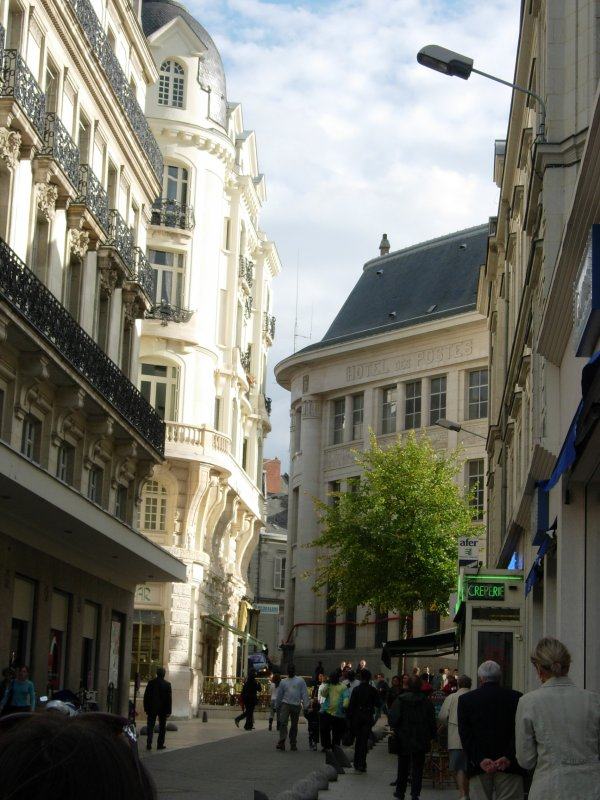
Calle Saint-Denis
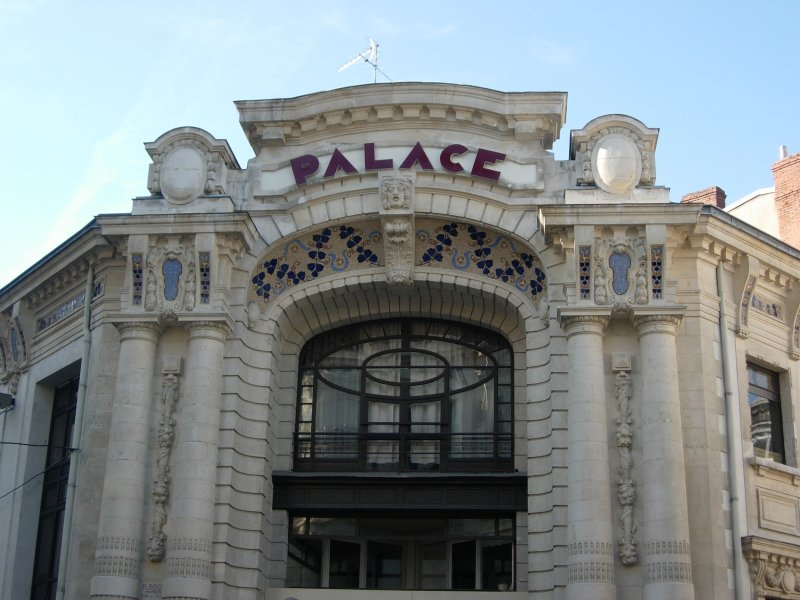
Galería del Palacio
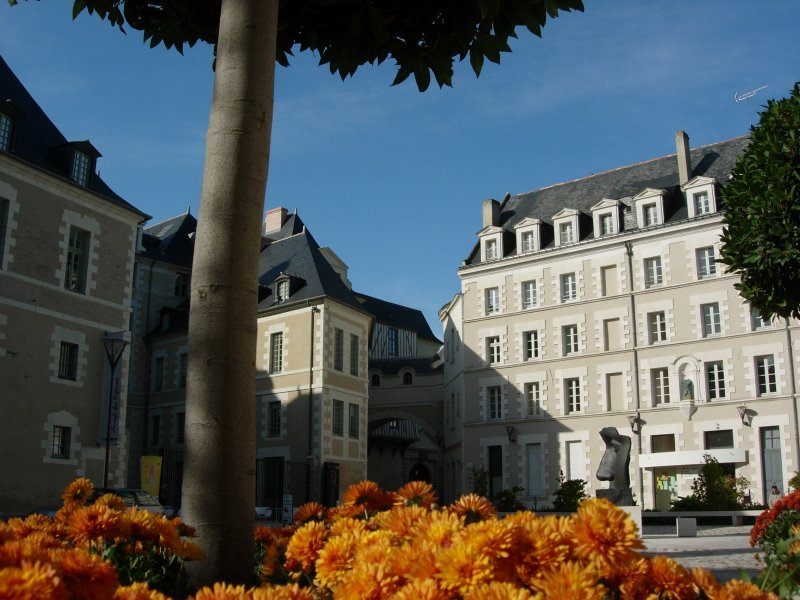
Plaza Saint-Eloi
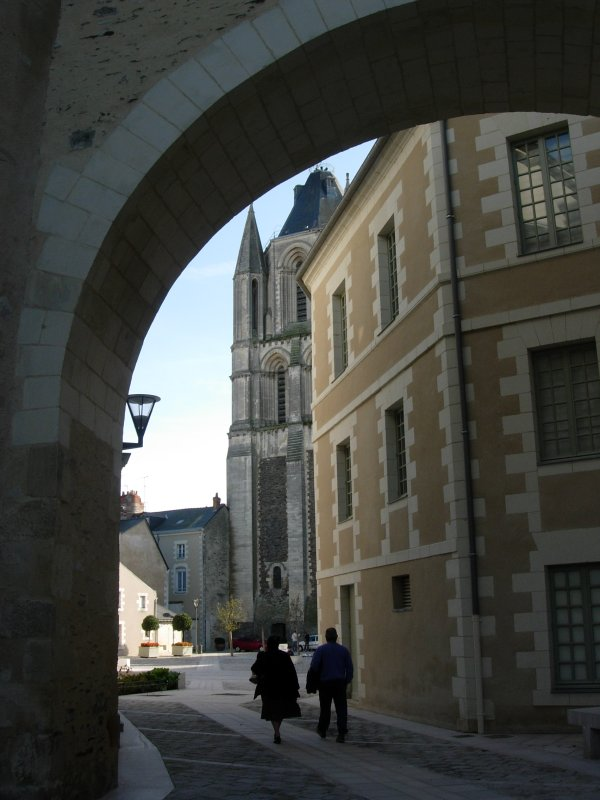
Vista hacia la Plaza Saint-Eloi
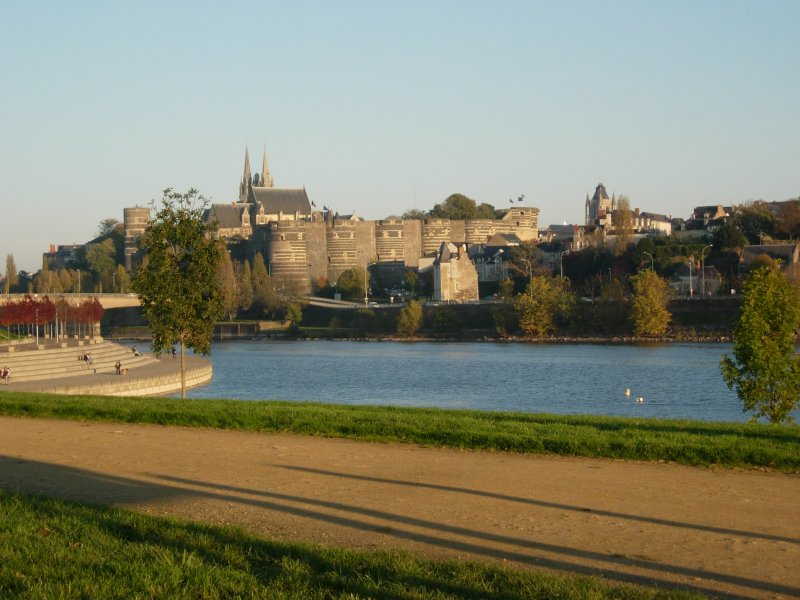
El Castillo
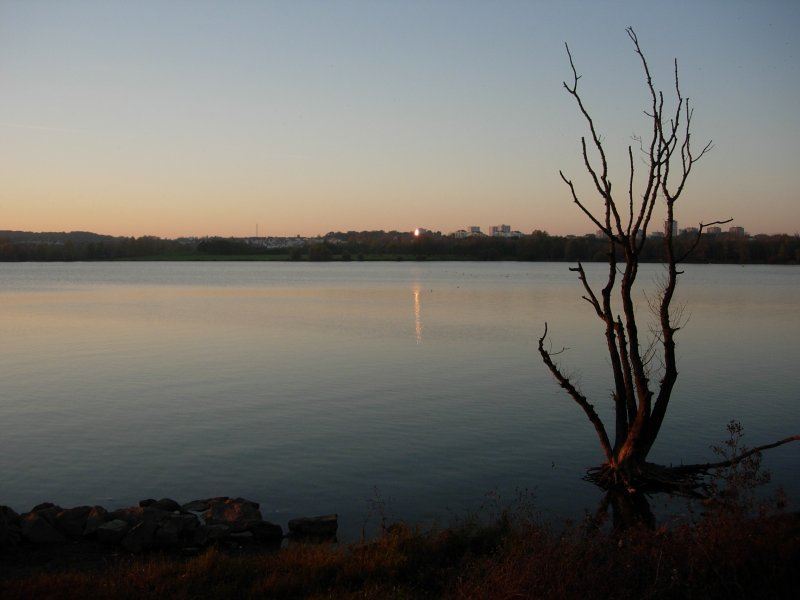
El lago del Maine